# 485 a.C.

## Eventos
- Dario I, rei dos reis da Pérsia, nomeia como seu sucessor Xerxes I, filho de Atossa, filha de Ciro, em detrimento de seu filho mais velho, Ariâmenes, cuja mãe era filha de Gobrias. Seu primogênito havia nascido antes de Dario se tornar rei.[1]
- Quinto Fábio Vibulano e Sérvio Cornélio Maluginense, cônsules romanos..[2][3]

## Mortes
- Dario, rei dos persas, quando estava se preparando para uma nova guerra contra Atenas. Ele reinou trinta e seis anos, e foi sucedido por seu filho Xerxes.[1]